# 富士川義之
富士川 義之（ふじかわ よしゆき、1938年9月13日 - ）は、日本の英文学者・文芸批評家、翻訳家。
東京大学名誉教授。

## 経歴
出生から修学期
1938年、富士川英郎の長男として赴任先の岡山市で生まれた。東京教育大学文学部英文科を経て、東京大学大学院人文科学研究科に進んだ。1970年に博士課程を満期退学。
英文学研究者として
その後は國學院大學助教授、旧・東京都立大学助教授・教授を経て、1990年より東京大学文学部英文科教授。後に人文社会系研究科教授。1998年に東京大学を定年退官し、名誉教授となった。退任後は駒澤大学文学部教授となり、2009年に退職。学界では、1996年から1998年まで日本英文学会会長を務めた。

## 業績・研究内容
ポー、ナボコフ、ペイターなど、イギリス文学の耽美主義、幻想文学を専攻し、著訳書も多く出版、近代日本の作家論も執筆している。

## 受賞・栄典
- 2015年：『ある文人学者の肖像 評伝・富士川英郎』で第66回読売文学賞（評論・伝記賞）受賞、第30回ヨゼフ・ロゲンドルフ賞受賞。読売文学賞については親子2代での受賞となった。

## 家族・親族
- 祖父：富士川游は医師、医学史研究を開拓
- 父：富士川英郎はドイツ文学者

## 著作
著書
- 『風景の詩学』白水社 1983
  - 新装版 2004年
- 『幻想の風景庭園：ポーから澁澤龍彦へ』沖積舎 1986
- 『記憶のランプ』沖積舎(ちゅうせき叢書) 1988
- 『ある唯美主義者の肖像：ウォルター・ペイターの世界』青土社 1992
- 『英国の世紀末』新書館 1999
- 『ナボコフ万華鏡』芳賀書店 2001
- 『きまぐれな読書：現代イギリス文学の魅力』みすず書房(大人の本棚) 2003
- 『新＝東西文学論：批評と研究の狭間で』みすず書房 2003
- 『ある文人学者の肖像 評伝・富士川英郎』新書館 2014

編著
- 『澁澤龍彦』(日本幻想文学集成 4) 国書刊行会 1991-1995

他に夏目漱石・吉田健一・坂口安吾を担当
- 新編 2016-2017

- 『脱線の箱』(澁澤龍彦文学館 3) 筑摩書房 1991[1]
- 『猫物語』白水社 1992
  - 新装版 1998年
- 『亡霊のイギリス文学 豊饒なる空間』結城英雄共編、国文社 2012
- 『オスカー・ワイルドの世界』玉井暲、河内恵子共編、開文社出版 2013
- 『ノンフィクションの英米文学』結城英雄、東雄一郎共編、金星堂 2018

翻訳
- 『デュラン・トマス』G・S・フレイザー（英語版）著[2]、研究社選書 1970
- 『セバスチャン・ナイトの真実の生涯』ウラジーミル・ナボコフ著、講談社 1970
  - 改訳文庫化 講談社文芸文庫 1999
- 『カミュ』コナー・クルーズ・オブライエン（英語版）著[3]、新潮社(現代の思想家) 1971
- 『トゥンク アフロディテの反逆』ロレンス・ダレル著、筑摩書房 1973
- 『ヌンクァム アフロディテの反逆』ロレンス・ダレル著、筑摩書房 1976
- 『アッシャー家の崩壊 / 黒猫 ほか』(世界文学全集) エドガー・アラン・ポー著、集英社 1976
  - 新編 1980年
  - 改訂『黒猫』集英社文庫 1992[4]
- 『断頭台への招待』(世界の文学 8) ナボコフ著、集英社 1977[5]
- 『ドリアン・グレイの肖像 / 幸福な王子』(世界文学全集 63) オスカー・ワイルド著、講談社 1978
  - 改訳版『ドリアン・グレイの肖像』岩波文庫 2019[6]
  - 改訳版『童話集 幸福な王子 他八篇』岩波文庫 2020
- 『オペラを読む』ピーター・コンラッド（英語版）著、白水社(白水叢書) 1979
  - 単行新版 2003年
- 『ベッドのなかで』イアン・マッキューアン著、加藤光也共訳、集英社 1983
- 『画家ヘンリー・ミラー』ヘンリー・ミラー著、福武書店 1983
- 『青白い炎』(筑摩世界文学大系 81) ナボコフ著、筑摩書房 1984
  - 文庫化 ちくま文庫 2003
  - 改訳文庫化 岩波文庫 2014
- 『名画とは何か』ケネス・クラーク著、白水社(アートコレクション) 1985
  - 文庫化 ちくま学芸文庫 2015
- 『ルネサンス』ウォルター・ペイター著、白水社 1986
  - 新装版 白水社 1993
  - 選書化 白水社(白水Uブックス) 2004
- 『盗まれた手紙』エドガー・アラン・ポー著、国書刊行会(バベルの図書館) 1989
  - 新編 2012年
- 『血染めの部屋：大人のための幻想童話』アンジェラ・カーター著、筑摩書房 1992
  - 文庫化 ちくま文庫 1999年
- 『倒錯の偶像』ブラム・ダイクストラ（英語版）著、訳者代表、パピルス 1994
- 『愛の癒し』A・N・ウィルソン（英語版）著、集英社 1994
- 『マティス・ストーリーズ』A・S・バイアット著、集英社 1995
- 『シンデレラ：あるいは母親の霊魂』アンジェラ・カーター著、兼武道子共訳、筑摩書房 2000年
- 『ヴェネツィアの薔薇・ラスキンの愛の物語』ミッシェル・ロヴリック, ミンマ・バーリア著、集英社 2002年
- 『対訳 ブラウニング詩集』(イギリス詩人選 6) 岩波文庫 2005
- 『ウォルター・ペイター全集』(全3巻) ウォルター・ペイター著、訳者代表、筑摩書房 2002-2008

1. 第1巻 2002年
2. 第2巻 2002年
3. 第3巻 2008年

## 記念論集
- 『栴檀の光 富士川義之先生、久保内端郎先生退職記念論文集』東雄一郎共編、金星堂 2010

## 参考記事
- 富士川義之略歴・研究業績目録『英米文学』（駒澤大学 2009年）
- 富士川義之 『ある文人学者の肖像 - 評伝・富士川英郎』（新書館 2014年） ISBN 978-4-403-21106-5